# 小畑敏四郎
小畑 敏四郎（おばた としろう、1885年（明治18年）2月19日 - 1947年（昭和22年）1月10日）は、日本の陸軍軍人で陸軍中将。栄典は、正四位・勲一等（昭和20年8月19日時点）。本籍高知県。
いわゆる皇道派の中心人物とされる。同じ陸軍士官学校16期生である岡村寧次、永田鉄山と共に陸軍三羽烏の一人とされている。妻は第24代衆議院議長元田肇の娘。その妹は第56代衆議院議長船田中の妻。

## 来歴・人物
東京府麴町区上六番町で、男爵小畑美稲の四男として生まれる。兄は男爵小畑大太郎、小畑厳三郎（陸軍少将）。京都府立第一中学校、大阪陸軍地方幼年学校、陸軍中央幼年学校を経て、1904年（明治37年）に陸軍士官学校を卒業（16期優等）。少尉任官後、近衛歩兵第1連隊、歩兵第49連隊、真岡守備隊長を経て、1911年（明治44年）に陸軍大学校を卒業（23期優等）。この時期、陸士の1期後輩にあたる東條英機が陸大受験に失敗しており、彼のために小畑が自宅で勉強会を開き、陸士同期の岡村寧次、永田鉄山も集まっている。1913年（大正2年）、大尉任官、参謀本部勤務。1915年（大正4年）、ロシア駐在、第一次世界大戦下のロシア軍に従軍。軍務局課員、参謀本部員を経て、1920年（大正9年）、ロシア大使館付武官。しかし日本軍がシベリア出兵中であったために入国できず、ベルリンに滞在。
この間、1921年（大正10年）10月頃、永田鉄山、岡村寧次と共に、ドイツ南部の温泉地バーデン＝バーデンにおいて、陸軍の薩長閥除去を目指す「バーデン=バーデンの密約」を行ったという。これらの顔ぶれから、陸士16期は「俊秀雲の如し」と呼ばれた。1922年（大正11年）、参謀本部員、1923年（大正12年）には中佐に進級、陸大教官となる。
1926年（大正15年）に参謀本部作戦課長に抜擢され、荒木貞夫第1部長のもと、部下の鈴木率道と共に「包囲殲滅戦＋短期決戦」を軸とする「統帥綱領」の大幅改訂に携わる。これはその後1928年に正式改訂されている。1927年（昭和2年）に大佐に進み、1928年（昭和3年）8月、岡山歩兵第10連隊長となる。このときの部下として、作家の棟田博がいる。聨隊長としての小畑は、初年兵への私的制裁を徹底的に禁止する一方、軍規には厳しく、どしどしと違反者を営倉に送ったため、「営倉聯さん」というあだ名がついたという。1930年（昭和5年）8月陸軍歩兵学校研究部主事、1931年（昭和6年）8月陸大教官を歴任。
1931年（昭和6年）12月、犬養内閣の陸相に荒木が就任すると、翌1932年（昭和7年）2月、同じロシア通で信頼の厚い小畑を再び参謀本部作戦課長に起用する異例の人事を行う。小畑は同年4月に少将に進み参謀本部第3部長に就任（作戦課長の後任は鈴木率道）、荒木の盟友である真崎甚三郎参謀次長の腹心として、皇道派の中枢と目されることになる。しかし同時期に参謀本部第2部長となった永田鉄山と対ソ連・支那戦略を巡って鋭く対立、1933年（昭和8年）6月の陸軍全幕僚会議で対ソ準備を説く小畑に対し、永田は対支一撃論を主張して譲らなかった。この論争が皇道・統制両派確執の発端となる。同年8月、永田と共に参謀本部を去り、近衛歩兵第1旅団長に転出した。
1934年（昭和9年）1月に荒木陸相が辞任、後継を期待された真崎も閑院宮載仁参謀総長の反対により教育総監に回り、皇道派は大幅な後退を余儀なくされる。小畑は同年3月に陸大幹事、1935年（昭和10年）3月に陸軍大学校長となるが、陸軍内部の抗争は激化し、同年7月には真崎教育総監が更迭され、相沢事件で永田が斬殺される事態となる。1936年（昭和11年）2月、二・二六事件が勃発、部下である陸大教官の満井佐吉が事件に連座しており、小畑も監督責任を問われることになる。またこの際、当時女学生だった姪が小畑に密書を運んだ。これは女学生なら怪しまれないという理由だった。同年3月には中将に進むが、粛軍人事により皇道派の一掃が図られ、小畑も同年8月に予備役に編入された。それは、参謀本部庶務課長代理富永恭次中佐によって、戦時召集の際には厚遇するという約束で自ら予備役編入願いを出してのものであった。
その後1937年（昭和12年）には、日中戦争にあたって召集を受け留守第14師団長に任ぜられたが、健康上の問題で召集解除となった。
太平洋戦争の戦局が悪化すると、かねて親しい近衛文麿の、東條内閣打倒による終戦工作に関与し、憲兵隊の監視下に置かれる。敗戦によって1945年（昭和20年）8月17日、東久邇宮内閣が成立し、近衛や緒方竹虎の意向に沿って国務大臣に就任、約2カ月にわたり下村定陸相を補佐して軍部の収拾に当たる。1947年（昭和22年）1月10日死去。満61歳没。

## 戦術思想
陸大校長としての小畑は、徹底した戦機の看破と好機の捕捉による積極攻勢思想を持論としており、防勢のみによって敵を屈服することは絶対にあり得ず、攻勢！攻勢！ただ攻勢あるのみ。たとえ防勢にたっても攻勢に転ずる機会を待つべきであると陸大で教えていた。
このため、学生達は当時陸大幹事（副校長格）であった岡部直三郎と比較し、積極攻勢な小畑と堅実戦法の岡部がそれぞれ司令官であったなら、同じ戦況であっても違う判断を下すのではないかと雑談していたという。

## 秘話
1945年（昭和20年）9月2日の太平洋戦争降伏文書調印式に、陸軍参謀総長の梅津美治郎が出席を渋って居るのを見て、「今更敗けた陸軍に何の面目があるのだ。降伏の調印に参謀総長が行くのが嫌なら、陸軍の代表として私が行っても良いぞ」と梅津を叱り飛ばし、梅津に降伏調印式出席を納得させたという。

## 年譜
出典：
- 1885年2月19日、高知県生まれ
- 1891年、学習院初等科入学
- 1896年、京都府立尋常中学校転校3年編入
- 1901年、大阪陸軍幼年学校卒業
- 1903年
  - 中央幼年学校卒業
  - 近衛歩兵第1連隊配属
- 1904年
  - 陸軍士官学校（16期）卒業
  - 陸軍歩兵少尉
- 1905年4月、歩兵第49連隊附出征（樺太）
- 1907年12月、陸軍中尉
- 1911年11月、陸軍大学校卒業（23期）、陸軍大学校附
- 1913年8月、陸軍大尉、参謀本部員
- 1915年4月、ロシア駐在（第一次大戦時ロシア軍に従軍）
- 1918年4月、帰国 参謀本部附
- 同年7月、陸軍省軍事課員、元帥伏見宮貞愛親王副官
- 1919年7月、陸軍少佐
- 1920年6月、ロシア大使館附武官
- 同年11月、参謀本部部員
- 1923年3月、帰国
- 同年8月、陸軍中佐、陸軍大学校教官
- 1926年12月、参謀本部作戦課長
- 1927年7月、陸軍大佐
- 1928年8月、歩兵第10連隊連隊長
- 1931年8月、陸軍大学校教官
- 1932年2月、参謀本部作戦課長（第1次上海事変対応）
- 同年4月、陸軍少将、参謀本部第三部長（運輸・通信）
- 1932年8月、近衛歩兵第一旅団長
- 1934年3月、陸軍大学校幹事
- 1935年3月、陸軍大学校校長
- 1936年3月、陸軍中将
- 同年8月、依願予備役編入
- 1937年8月、召集・第14師団留守師団長
- 1938年5月、召集解除
- 1945年8月、国務大臣（東久邇宮内閣）
- 1947年1月10日[注 1]、死去

## 栄典
位階
- 1904年（明治37年）12月8日 - 正八位[7]
- 1918年（大正7年）7月10日 - 従六位[8]
- 1927年（昭和2年）9月1日 - 従五位[9]
- 1936年（昭和11年）4月15日 - 従四位[10]
- 1945年（昭和20年）9月1日 - 正四位
- 1945年（昭和20年）9月1日 - 従三位

勲章
- 1934年（昭和9年）2月7日 - 勲二等瑞宝章[11]

外国勲章佩用允許
- 1917年（大正6年）3月14日 - 神聖アンナ剱付第二等勲章（ロシア帝国）